# 森島直美
森島 直美（もりしま なおみ、1978年9月26日 - ）は京都府出身の日本の柔道家。78kg級の選手。身長174cm。

## 経歴
桂中学から京都学園高校へ進むと、1年の時に全国高校選手権72kg級で2位となった。2年の時も決勝まで進むが、小杉高校の田上貴子から大内刈で技ありを先取しながら、勢いあまって田上の下になってしまったために崩袈裟固で抑え込まれて逆転負けを喫した。3年の時には世界ジュニア代表選考会で優勝するが、世界ジュニアでは初戦で敗れた。1997年に埼玉大学に進学すると、1年の時にハンガリー国際の78kg級で優勝した。2年の時には優勝大会では4年生の天尾美貴や1年生の古賀幸恵とともに活躍して、決勝では筑波大学との国立大学同士の対戦を制して、国公立大学では初となる今大会での優勝を勝ち取った。3年の時には優勝大会の決勝で筑波大学に敗れて2位だった。一方、正力杯では優勝を飾った。4年の時には全国女子体重別で2位だったが、正力杯で2連覇を飾った。さらに世界学生でも優勝を果たした。2001年にはセコムの所属となると、ユニバーシアードでは3位になった。2003年には全日本選手権で準決勝まで進むと、帝京大学4年の近藤悦子に技ありで敗れるも3位入賞を果たした。実業個人選手権では優勝した。2004年には講道館杯の70kg級で3位になった。引退後は京都学園高校で柔道を指導している。

## 主な戦績
72kg超級での戦績
- 1995年 -　全国高校選手権　2位
- 1995年 -　ドイツジュニア国際　3位
- 1996年 -　全国高校選手権　2位

78kg級での戦績
- 1998年 -　ハンガリー国際　優勝
- 1998年 -　優勝大会　優勝
- 1999年 -　選抜体重別　3位
- 1999年 -　優勝大会　2位
- 1999年 -　環太平洋柔道選手権大会　優勝
- 1999年 -　正力杯　優勝
- 1999年 -　全国女子体重別　3位
- 2000年 -　選抜体重別　3位
- 2000年 -　優勝大会　3位
- 2000年 -　正力杯　優勝
- 2000年 -　全国女子体重別　2位
- 2000年 -　世界学生　優勝
- 2001年 -　選抜体重別　3位
- 2001年 -　ユニバーシアード　3位
- 2003年 -　全日本選手権　3位
- 2003年 -　実業個人選手権　優勝
- 2004年 -　講道館杯　3位(70kg級)

(出典、JudoInside.com)